# Anna av Bretagne

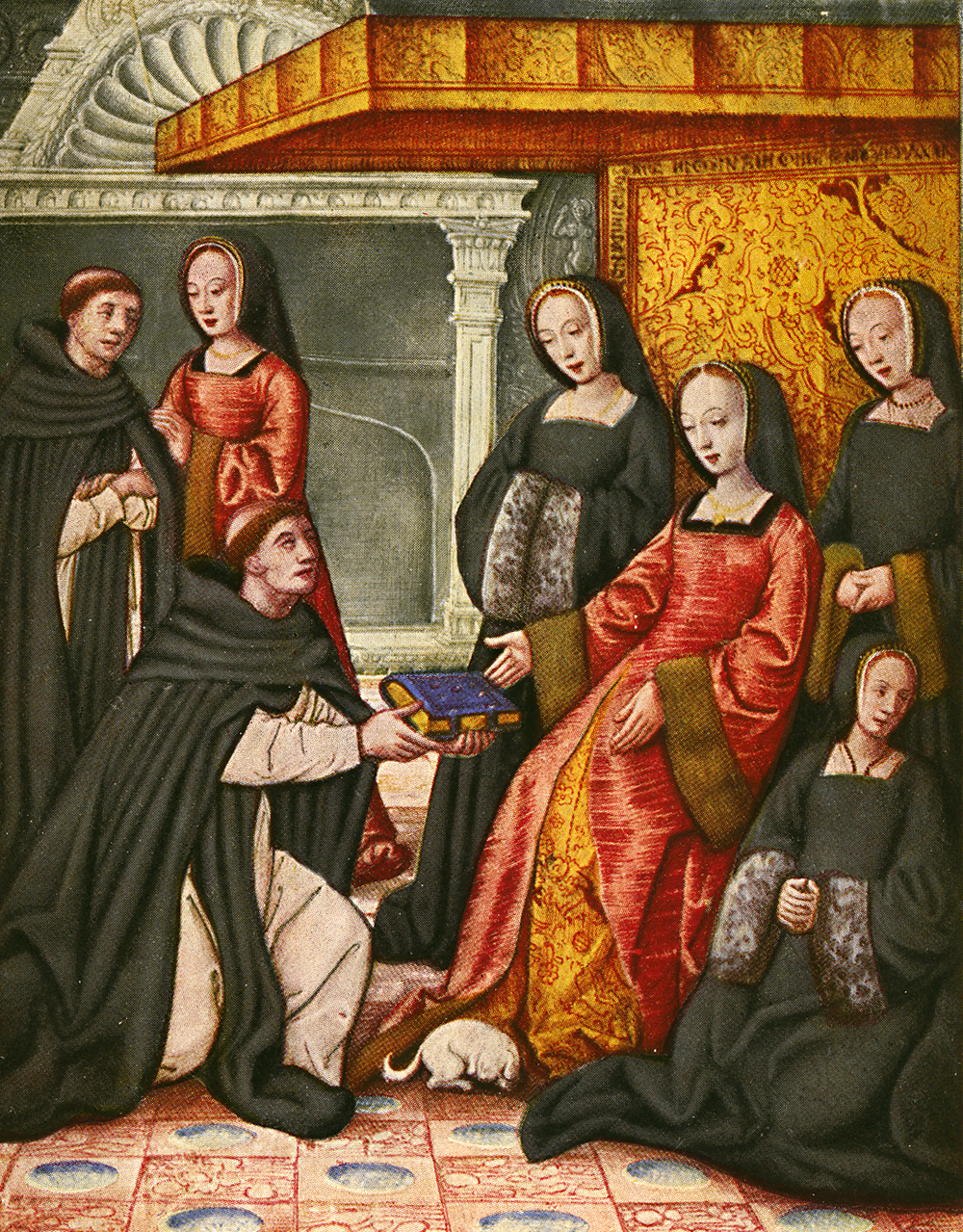
Anna av Bretagne

Anna av Bretagne, född 25 januari 1477 i Nantes, död 9 januari 1514 i Blois, var regerande hertiginna av Bretagne från 1488 till 1514, och Frankrikes drottning som gift med Karl VIII av Frankrike och Ludvig XII av Frankrike.

## Biografi

### Bretagnes tronarvinge
Anna var äldsta dotter till hertig Frans II av Bretagne och Margareta av Foix (död 1486). Hon hade en fyra år yngre syster, Isabella av Bretagne. Hon uppfostrades av sin guvernant Françoise de Dinan och lärde sig tala och skriva franska och lite latin. Hennes hovpoet Jean Meschinot lärde henne dansa, sjunga och spela musik.
Bretagnes tronföljdslag var vid denna tid komplicerad. Hertigdömet hade kvinnlig arvsrätt, vilket gjorde det möjligt för Anna att efterträda sin far. Men enligt Fördraget 1365 skulle arvsrätten övergå till Johanna av Penthièvres släktgren, om dynastins huvudgren saknade manliga arvingar, och grenen Penthièvre sålde 1480 arvsrätten till kungen av Frankrike, vilket gjorde att Bretagne riskerade att inlemmas i Frankrike vid Frans II:s död. I februari 1486 utropade Frans II sin dotter Anna offentligt till sin tronarvinge och lät hennes arvsrätt godkännas av rådet. Hon var från tidig ålder föremål för en rad olika politiska äktenskapsförslag och trolovningar med syftet att säkra hennes arvsrätt mot Frankrike. Hennes far deltog i det så kallade Galna Kriget mot franska kronan, och tvingades i fredsfördraget i augusti 1488 gå med på att hans döttrar endast skulle få gifta sig med tillstånd från franske kungen.

### Hertiginna av Bretagne
Vid faderns död i september 1488 blev Anna vid elva års ålder regerande hertiginna i hertigdömet Bretagne, samt grevinna av Nantes, Montfort och Richmond och vicegrevinna av Limoges. På sin dödsbädd utsåg fadern marskalk Rieux till hennes förmyndare. Anna kröntes till hertiginna i Rennes den 10 februari 1489, och gifte sig vid tretton års ålder 19 december 1490 med Maximilian I (tysk-romersk kejsare) i brudgummens frånvaro. Äktenskapet hade arrangerats för att skydda Bretagne från Frankrike med hjälp av kejsarens ätt Habsburg och dess allierade Kastilien och England, men kunde på grund av dåvarande politiska situation inte fylla sitt syfte. Kejsarens släkt Habsburg var just då för upptagen i Ungern för att ägna sig åt Bretagne, och England och Kastilien var inte beredda till strid med Frankrike, och sände endast rent symboliska trupper till stöd.
Äktenskapet ogillades djupt av Frankrike, då Anna inte hade bett om tillstånd för det enligt villkoret i 1488 års fördrag, och Frankrike inte ville se sin fiende kejsaren installerad som hennes medregent i Bretagne. Giftermålet resulterade därför i ett franskt anfall på Bretagne, och våren 1491 omringades och belägrades Bretagnes huvudstad Rennes av franska trupper. Den 15 november tågade fransmännen in i Rennes, där Anna tvingades underteckna ett fredsfördrag, och två dagar senare tvingades hon gå med på att gifta sig med kung Karl VIII av Frankrike, som bröt sin trolovning med Margareta av Österrike.

### Karl VIII:s drottning
Den 6 december 1491 gifte sig Anna av Bretagne med Karl VIII av Frankrike i en snabb och enkel ceremoni i Langeais. Vigseln var tekniskt illegal eftersom Anna formellt var gift med Maximilian, och för att Anna och Karl var besläktat i förbjudna led och inte bett om eller beviljats dispens för detta.  
Enligt villkoren i äktenskapskontraktet skulle Bretagne tillfalla den part i äktenskapet som avled sist: om Karl VIII avled utan söner, skulle dock Anna gifta sig med hans efterträdare, och därmed ge Frankrike ännu en chans att annektera hertigdömet. Den 8 februari 1492 kröntes Anna till Frankrikes drottning i St Denis, och den 15 februari blev äktenskapet legaliserat av påven sedan denne i utbyte mot ett högt vederlag hade gett paret dispens för släktskapet i förbjudna led och annullerat Annas första äktenskap.
Äktenskapet var olyckligt och relationen mellan paret var dålig. Karl VIII förbjöd Anna att använda titeln hertiginna av Bretagne och uteslöt henne från en politisk roll i både Bretagne och Frankrike. Under makens frånvaro i Italien, fungerade hans syster Anne de Beaujeu som hans regent snarare än hans maka. Anna insisterade på separata sovrum men var ändå konstant gravid, och förhindrades ofta från att se sina barn. Ingen av de barn paret fick överlevde dock länge. Hon bodde företrädesvis på slotten Amboise, Loches och Plessis. 
Den 4 april 1498 avled Karl VIII och efterträddes av sin kusin och svåger Ludvig XII av Frankrike, och lämnade Anna som barnlös änka vid 21 års ålder. Enligt villkoren i äktenskapskontraktet, som började gälla tre dagar efter makens död, skulle hon gifta sig med sin makes efterträdare, men denne var redan gift med Jeanne av Frankrike. Anna utnyttjade däremot det andra villkoret i kontraktet, som stadgade att den maka som överlevde längst skulle få behålla Bretagne, och återtog nu direkt kontrollen över hertigdömet. Hon utnämnde sin anhängare Philippe de Montauban till sin kansler, Jean de Châlon till generallöjtnant, gav order om att mynt skulle präglas i hennes namn, och återvände själv till Bretagne i oktober.

### Ludvig XII:s drottning
Ludvig XII anhöll dock genast om annullering av sitt äktenskap, och när hans skilsmässa gick igenom tvingades Anna uppfylla villkoret i sitt första äktenskapskontrakt och gifta sig med Frankrikes nye kung. Hennes andra äktenskapskontrakt, som undertecknades i Nantes 7 januari 1499, var dock betydligt mer influerat av hennes vilja än det första. Även om hon tvingades erkänna sin make som sin medregent med rätt att regera Bretagne, erkändes hon själv som regerande hertiginna av Bretagne med rätt till denna titel, och hennes make tvingades utfärda varje order han gav i Bretagne under hennes namn. Hon stipulerade också Bretagnes rätt till fortsatt självständighet genom villkoret att deras äldsta son skulle ärva Frankrikes tron, medan deras näst äldsta oavsett kön skulle ärva Bretagne, vilket skulle försäkra Bretagnes självständighet som separat rike även i fortsättningen. Den 18 november 1504 kröntes hon en andra gång till drottning av Frankrike. Makarna fick två döttrar men ingen son. 
Under sin andra epok som fransk drottning levde Anna främst i Slottet i Blois. Denna gång framhävde hon sin självständiga ställning som hertiginna av Bretagne under sin tid som drottning. Hon höll sig underrättad om Bretagnes affärer, hon lät uppföra en gravvård över sina föräldrar, och försvarade kraftfullt Bretagnes rättigheter mot franska kronan och sin make kungen. Hon arrangerade år 1501 en förlovning mellan sin dotter, Bretagnes tronarvinge Claude, och Karl av Österrike för att säkra Bretagnes självständighet mot Frankrike. När det blev troligt att Anna aldrig skulle få en son och Bretagne alltså skulle ärvas av hennes dotter och gå förlorat för Frankrike (som inte hade kvinnlig arvsrätt), bröt dock Ludvig XII trolovningen och arrangerade i stället en förlovning mellan Claude och den franske tronarvingen Frans. Anna vägrade till sin död att godkänna denna trolovning och acceptera upplösningen av den första. Mellan juni och september 1505 gjorde Anna en demonstrativ rundtur i hertigdömet Bretagne: officiellt var det en pilgrimsfärd, men i praktiken en akt för att demonstrera hennes roll som hertigdömets härskare och försvarare mot Frankrike. 
Anna av Bretagne beskrivs som intelligent, stolt och arrogant. Till utseendet ska hon vid sitt första bröllop ha varit en rosenkindad frisk ung flicka, men vid sitt andra bröllop beskrivs hon som blek och sliten av sina många graviditeter. Bevarandet av Bretagnes självständighet från Frankrike ska ha varit hennes livsmål, men hon intresserade sig också mycket för konst. Hon var den första drottning av Frankrike som räknas som konstmecenat. Hon uppskattade den italienska renässansens kultur och agerade som mecenat för humanisten Publio Fausto Andrelini, historikern Jean Lemaire de Belges, och poeten Jean Marot, och musikerna Johannes Ockeghem, Antoine de Févin, Loyset Compère och Jean Mouton. Hon utökade sitt hov betydligt från tidigare drottningar: hon hade hundra hovmän från Bretagne i sin tjänst och gjorde det till en slags skola för adliga döttrar, som fick vara hovdamer vid hennes hov för att lära sig fint sätt en tid före äktenskapet, och hennes hovhållning blev mönsterbildade för hennes efterträdare som drottning. 
Annas hälsa försvagades av en mängd graviditeter och missfall. I sitt testamente föreskrev hon att Bretagne skulle ärvas av hennes andra dotter Renée. Hennes make bröt dock mot testamentet, utsåg hennes äldsta dotter Claude till hertiginna och gifte bort henne med Frankrikes tronarvinge, vilket gjorde att situationen år 1515 återigen blev densamma som vid Annas äktenskap 1499. Hennes begravning kom att bli stilbildande för alla franska drottningar fram till franska revolutionen.

## Barn

### Inom 1:a äktenskapet
1. Charles-Orland (1492–1495)
2. Charles (1496–1496)
3. François (1497–1498)
4. Anne (1498–1498)

### Inom 2:a äktenskapet
1. Claude av Frankrike (1499–1524; gift med Frans I av Frankrike)
2. Renée (1510–1575; gift med Ercole II d'Este)